# 이응준 (작가)
이응준(1970년 ~ )은 대한민국의 작가이다.

## 작가소개 & 작품세계
작가는 암투병으로 극심한 고통에 시달리는 어머니를 간호하며 20대의 가장 빛나던 시절을 어둡고 암울한 암병동에서 보냈다. 그러나 하숙집 옥탑방에서 병든 엄마 떠오르는 게 싫어서 눈을 질끈 감고 “불경한 책들과 눅눅한 이불 냄새로 가슴이 썩어가던 스물일곱”의 그 시절에도 작가를 괴롭힌 것은 “가망없는 암환자를 오래 돌보는 힘겨움보다, 병실에 갇힌 채로 쫓기며 소설을 써야 하는” 자신의 처지였다고 한다. 당시는 그가 25살에 소설가로 데뷔한 후 한창 창작에의 열정에 불타오르던 시기였다. 작가의 문학적 삶은 이처럼 암병동에서의 암울한 시간과 더불어 시작되었다.
이응준의 소설들을 일관하는 것은 도저한 낭만주의의 색채에 침윤된 영혼의 풍경들이다. 이응준의 소설들을 지배하는 어둡고 몽환적인 낭만주의적 풍경들은 지상의 삶에 뿌리내리지 못하는 작중인물들의 영혼의 방황을 투영한다. “눈을 감으면 아직도 그는, 저 어두운 짐승의 모래바람 소리 같은 울음을 듣는다”라는 문장으로 시작되는 이응준의 자전소설 ｢오로라를 보라｣는 그의 소설을 지배하고 있는 낭만주의가 사막의 모래바람과 그의 내면에서 일어나는 짐승의 어두운 울음이 겹치는 지점에서 발원하는 것임을 보여준다. 모래바람 이는 사막의 삶, 그것은 작가가 자각하는 지상의 삶인 동시에 그의 영혼을 끊임없이 지상 바깥의 세계를 향한 열망으로 이끌고 가는 삶이다.
모래바람 이는 사막이 작가의 현실이라면 짐승의 울음소리는 바로 그 현실을 살아가는 작가의 영혼의 울음소리일 것이다. 작가는 현실에서 얻은 상처로 자신의 영혼이 짐승의 울음소리를 낼 때마다 인간이란 단지 신체의 70퍼센트가 물로 이루어진 물주머니에 지나지 않는다는 생각, 혹은 ‘인생일장춘몽’이라는 문구를 떠올리는 것으로 영혼의 고통으로부터 한발짝 물러선다. 이응준의 소설에서 두드러져보이는 것은 이처럼 상처와 고통으로 점철된 생에 대해 그가 취하는 짐짓 쿨하고 무관심한 듯한 거리두기의 자세이다. 고통의 절제와 거리두기는 작가에게 생 속에 휩쓸리지 않고 생을 관조할 수 있는 일정한 심리적 여백을 부여한다. 그의 소설들 거의 대부분이 1인칭 화자의 시점에서 서술되고 있음에도 불구하고, 그의 1인칭 화자들은 자신의 상처입은 영혼의 고통을 토로하는 대신 담담하고 쿨한 어조로 자신의 지난 생의 흔적들을 느리게 풀어나간다. 이처럼 1인칭의 화자들이 자신의 삶을 마치 남의 일처럼 이야기하는 것은 그들의 영혼이 지상의 삶이 아닌 오로라의 황홀을 향해 있기 때문이다. 이응준의 낭만주의는 지상의 현실에 온전히 두 발을 디디고 서 있지도, 그 현실을 온전히 벗어나지도 않은 지점에 있다. 병원의 옥상에서 금이 간 난간에 기대어 “찬란한 오로라가 오래전부터 그를 기다리고 있는” 북극의 하늘을 바라보는 작가의 실루엣, 이응준의 소설은 바로 그곳에서 시작된다.
이응준의 소설들에 등장하는 인물들은 끊임없이 다른 생을 꿈꾸며 현실의 어긋나는 관계들 속으로 침몰해가는 존재들이다. 작가가 바라보는 지상의 삶이란 “괴로워 죽고 싶다고 악쓰”며 사랑하는 이를 죽이는, 혹은 스스로를 치유할 수 없는 고독과 폐허의 심연 속으로 몰고가는 삶이다. 단절과 결핍은 인간의 삶에 드리워진 극복할 수 없는 조건이라는 인식, 그리고 인간의 삶 속에는 한순간에 삶을 무위와 허무의 지점으로 몰고가는 저항할 수 없는 결락의 심연이 도사리고 있다는 인식은 현실 속에 안착하지 못한 채 허공을 떠도는 인물들의 모습과 더불어 이응준의 소설들을 종종 센티멘털한 몽환과 우울한 비의의 색조로 물들인다.
이응준 소설의 독특한 몽환적 분위기는 그의 소설들이 매우 시적이고 서정적인 문체로 이루어져 있다는 사실과도 깊은 관련이 있다. 그는 소설가로 데뷔하기 이전에 이미 시인이 아니었던가? 그 때문에 그는 마치 시를 쓰듯 소설을 쓴다. 작가는 일찍이 “문체만을 위해 글을 쓰고, 오직 문체 때문에 스스로 파멸해가는 자멸파”가 되기를 꿈꾼 바 있다. 그의 소설들이 대부분 1인칭 화자의 일관된 내적 발성으로 이루어져 있다는 것 또한 자기동일화된 서정시의 형식과 겹친다. 그의 소설에서 모든 인물과 사물들, 사건들은 1인칭 화자의 내면을 투영하는 일종의 객관상관물로 기능한다. 작중화자에게 소설 속의 모든 관계들과 풍경들은 자기 영혼의 풍경을 조립하는 은유적 재료들이 된다. 작가가 조립하는 영혼의 풍경, 그것은 이 세계에서 추구해야 할 무엇도 없는 세계, “생이 어쩐지 노숙처럼만 여겨지는” 세계이다. 길이 끝나버린 곳에서 여행을 시작하는 자들의 운명이 그렇듯, 이응준 소설 속의 인물들은 자신이 꿈꾸는 어떤 세계에도 이르지 못한다. 그의 소설들은 다만 남들 눈엔 허송세월에 지나지 않는 삶 속에서 “눈에 보이지 않는 것들에 죽어라고 매달려서” 살아가는 인물들의 고뇌와 환멸을 추억의 속도로 따라갈 뿐이다. 그들을 살아있게 하는 유일의 것, 또한 작가가 소설을 쓰는 유일의 이유, 그것은 오로지 삶의 폐허에서 꿈꾸는 아름다움을 향한 끊임없는 갈망이다. 삶이 폐허이기에 더 강렬한, 영혼의 절망과 환멸조차도 견딜만한 것으로 만들어주는 아름다움, 작가에게 오로라란 바로 닿을 수 없는 그 아름다움의 극점을 가리키는 말일 것이다.

## 연보 (어린시절/학력/경력/수상경력)
1970년 서울에서 출생. 한양대학교 독문과와 동대학원을 졸업하고 국문과에서 박사과정을 수료했다. 1990년 계간 《문학과비평》 겨울호에 ｢깨달음은 갑자기 찾아온다｣ 외 9편의 시로 등단하였고, 1994년 계간 《상상》 가을호에 단편소설 ｢그는 추억의 속도로 걸어갔다｣를 발표하면서 소설가로 데뷔했다. 1996년에 첫소설집 《달의 뒤편으로 가는 자전거 여행》을 펴냄. 2008년엔 각본과 감독을 맡은 영화 《lemon tree》(40분)가 뉴욕아시안 아메리칸 국제영화제 단편경쟁부문, 파리국제단편영화제 국제경쟁부문에 초청되었다.

## 분야별 작품목록

#### 시집
- <나무들이 그 숲을 거부했다>(고려원, 1995)
- <낙타와의 장거리 경주>(세계사, 2002)

#### 소설집
- <달의 뒤편으로 가는 자전거 여행>(문학과지성사, 1996)
- <무정한 짐승의 연애>(문학과지성사, 2004)
- <약혼>(문학동네, 2006)
- <그는 추억의 속도로 걸어갔다>(소설선집, 민음사, 2005)
- <내 여자친구의 장례식>(문학동네, 1999)

#### 장편소설
- <느릅나무 아래 숨긴 천국>, <전갈자리에서 생긴 일>(작가정신, 2001)
- <국가의 사생활>(민음사, 2009)
- <내 연애의 모든 것>(민음사, 2012)

#### 에세이(수필)
- <영혼의 무기>(비채, 2017)

## 참고 자료
- 강상희, ‘순결한 낭만주의의 비의, 혹은 슬픈 시선’, <내 여자 친구의 장례식>, 문학동네, 2009
- 류보선, ｢신-인간되기의 반시대성과 윤리성｣, <약혼>, 문학동네, 2006
- 류신, ｢아주 우아한 노예화｣, ,<전갈자리에서 생긴일>, 작가정신, 2001
- 손정수, ｢글쓰기로 치유해야 했던 순수의 만성질환｣, 문학동네 2001년 가을
- 은희경, ｢아름다운 청년｣, <문학동네>, 2001년 가을
- 정과리, ｢촛불의 욕망과 사랑의 상대성원리, <무정한 짐승의 연애>, 문학과지성사, 2004
- 한기, ｢작가의 탄생, 비관주의 감수성의 설화｣, <달의 뒤편으로 가는 자전거 여행>, 문학과지성사, 1996
- 함성호, ｢파란 안개를 찾아서｣, <그는 추억의 속도로 걸어갔다>, 민음사, 2005
- 한국문학번역원 도서관 <2012 작가소개자료 제작 사업>.